# ZTE ME
ZTE V967S(ZTE V967S)는 ZTE에서 2013년에 출시한 보급형 안드로이드 스마트폰이다.
대한민국에서는 ZTE ME (ZTE 미)라는 이름으로 출시했다. 2013년 9월 티브로드에 먼저 MVNO 전용 단말기로 선 출시 이후에, 2014년 3월 엔씨 디지텍을 통해서 11번가에 정식으로 출시되었다.

## 경쟁 기종
- LG 옵티머스 L9
- 삼성 갤럭시 S4 미니
- 삼성 갤럭시 R 스타일
- LG 옵티머스 F5